# Bailly-le-Franc
 Bailly-le-Franc  là một xã ở tỉnh Aube, thuộc vùng Grand Est ở phía bắc miền trung nước Pháp.